# Kim Hae-ran
Kim Hae-ran (in coreano 김해란; Changwon, 16 marzo 1984) è una pallavolista sudcoreana.
Gioca nel ruolo di libero nel KGC Ginseng.

## Carriera
La carriera di Kim Hae-ran inizia nel 2002, quando viene ingaggiata dal Korea Expressway: mancando un campionato professionistico, nei primi tre anni col club prende parte solo a gare di livello amatoriale, finché nel 2005 viene disputata la prima edizione della V-League, raggiungendo la finale scudetto, bissata nella stagione 2005-06; nel 2006 fa il suo debutto nella nazionale sudcoreana in occasione del World Grand Prix. Nella stagione seguente raggiunge ancora una finale, quella di Coppa KOVO, uscendo sconfitta anche in questa occasione.
Nelle annate seguente disputa altre tre finali in coppa nazionale, aggiudicandosi il torneo nell'edizione 2011; in campionato invece, dopo alcuni terzi posti, torna a giocare una finale scudetto nel campionato 2014-15, uscendone nuovamente sconfitta, ricevendo comunque nel corso degli anni diversi riconoscimenti come miglior ricevitrice della V-League. È con la nazionale che invece ottiene i risultati migliori: dopo aver partecipato ai Giochi della XXX Olimpiade di Londra, un anno dopo vince la medaglia di bronzo al campionato asiatico e oceaniano, venendo anche premiata come miglior libero; nel 2014, invece, si aggiudica due medaglie d'oro alla Coppa asiatica e ai XVII Giochi asiatici.
Nella stagione 2015-16 passa al KGC Ginseng; nel 2019, con la nazionale, conquista la medaglia di bronzo al campionato asiatico e oceaniano.

## Palmarès

### Club
- Coppa KOVO: 1

2011

### Nazionale (competizioni minori)
- Coppa asiatica 2014
- Giochi asiatici 2014

### Premi individuali
- 2005 - Campionato asiatico per club: Miglior libero
- 2008 - V-League: Miglior ricevitrice
- 2009 - V-League: Miglior ricevitrice
- 2012 - V-League: Miglior ricevitrice
- 2013 - Campionato asiatico e oceaniano: Miglior libero
- 2017 - V-League: Premio fair-play